# Biblioteca y Museo Presidencial de Ronald Reagan

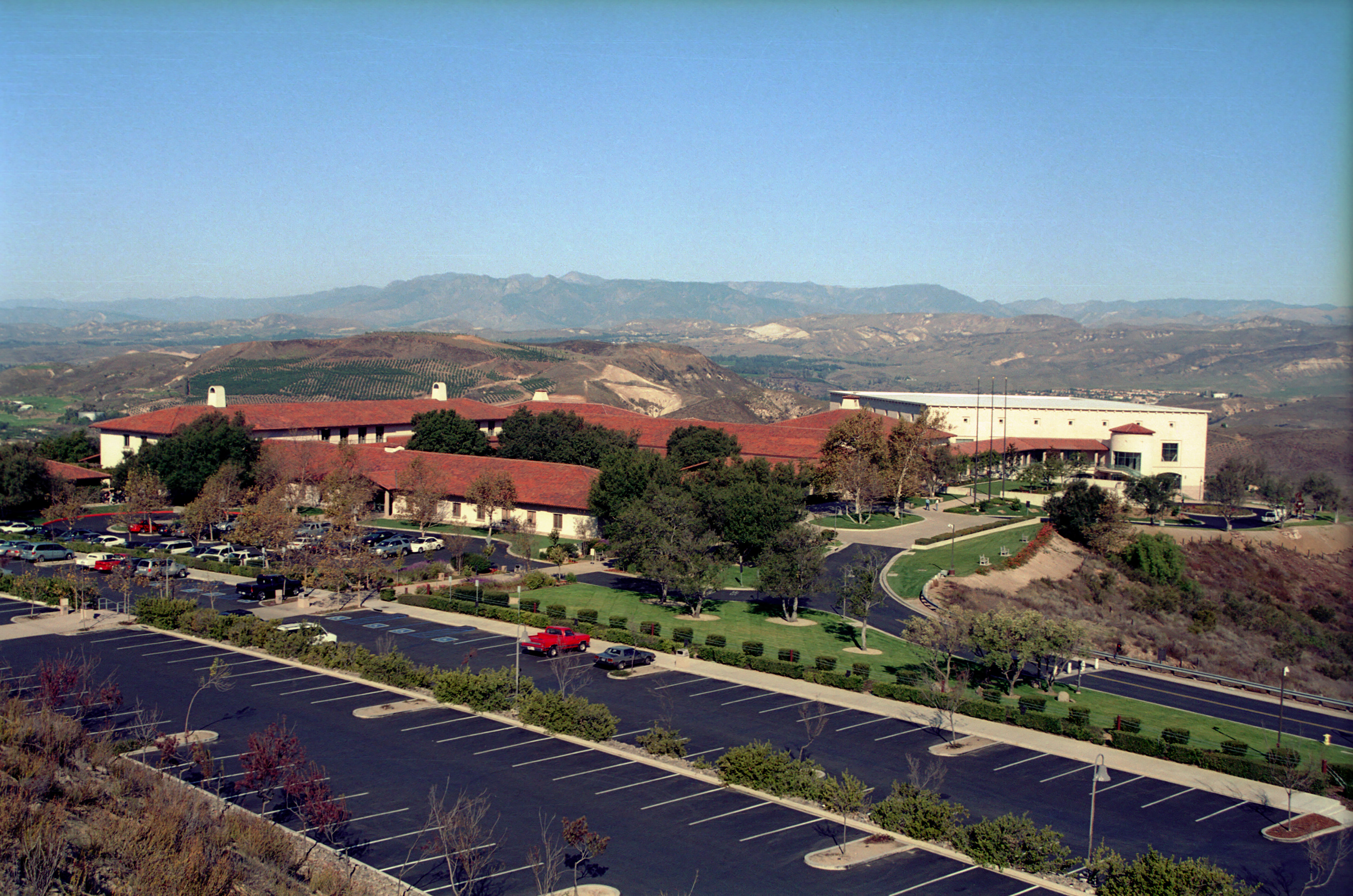
La Biblioteca Presidencial de Ronald Reagan sobre Simi Valley, California.

La Biblioteca y Museo Presidencial de Ronald W. Reagan forma parte de las Bibliotecas Presidenciales de los Estados Unidos de América, dirigidas y administradas por el Archivo Nacional de los Estados Unidos. La Biblioteca Presidencial de Ronald Reagan, el 40.º Presidente de los Estados Unidos, está situada en Simi Valley, California, 14 millas al norte de la ciudad de Los Ángeles. 
A la biblioteca se puede llegar conduciendo por la autovía 118 del Estado de California, también conocida como la Autovía Ronald Reagan.

## Historia

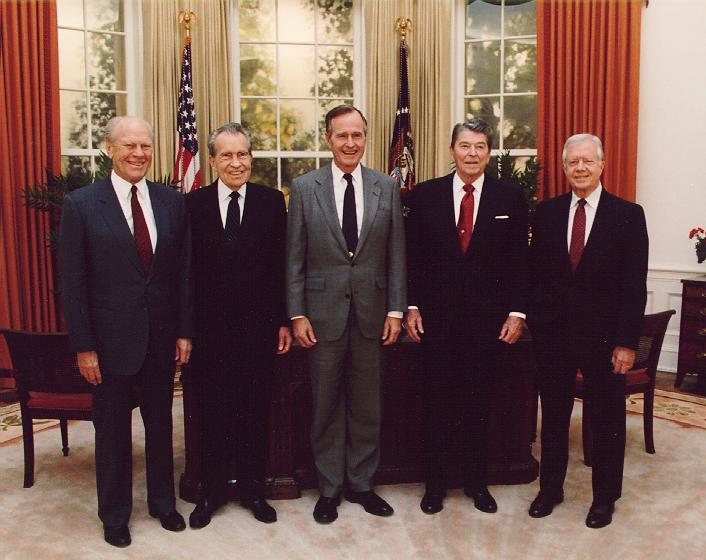
Presidentes Gerald Ford, Richard Nixon, George H. W. Bush, Ronald Reagan y Jimmy Carter en un reproducción del Despacho Oval el 4 de noviembre de 1991.

La biblioteca de Reagan fue inaugurada el 4 de noviembre de 1991, siendo la primera vez en la historia estadounidense en que cinco Presidentes de Estados Unidos estuvieron juntos en el mismo lugar: Richard Nixon, Gerald Ford, Jimmy Carter, Ronald Reagan y el en ese entonces presidente, George H. W. Bush. Seis primeras damas también asistieron, incluyendo a Lady Bird Johnson, Pat Nixon, Betty Ford, Rosalynn Carter, Nancy Reagan y Barbara Bush. Cuando la biblioteca de Reagan se abrió, se convirtió en la más grande de todas las bibliotecas presidenciales hasta que abrió la biblioteca presidencial de Bill Clinton en Little Rock, Arkansas, el 18 de noviembre de 2004. El título fue reclamado recientemente con la apertura de una enorme ampliación, que incluye el avión presidencial de la fuerza aérea usado por el presidente Reagan.
Como biblioteca presidencial administrada por el Archivo Nacional de los Estados Unidos (NARA en inglés), la biblioteca de Reagan es el depósito de los expedientes presidenciales de la administración del 40° Presidente de los Estados Unidos. Las tenencias incluyen 50 millones de páginas de documentos presidenciales, en torno a 1.6 millones de fotografías, medio millón de pies de películas, y más de 10 millones de cintas de audio y vídeo. La biblioteca también contiene colecciones de papeles personales incluyendo documentos de los ocho años de Reagan como Gobernador de California.

## Exhibiciones
El museo ofrece varias exhibiciones permanentes y otras temporales. Las hay de objetos de su niñez en Dixon, Illinois, de su carrera en las películas de Hollywood, de sus dos mandatos como Gobernador de California, de sus campañas presidenciales y de su presidencia. Igualmente, se incluye una reproducción completa del Despacho Oval. También se muestran objetos personales de Nancy Reagan y del rancho que tenían en California, Rancho del Cielo. El Edificio está situado en un cerro con vistas impresionantes del entorno, y detrás de la biblioteca hay una reconstrucción del césped de la Casa Blanca, donde se encuentra exhibido un pedazo auténtico del muro de Berlín. 

## Pavilion Air Force One

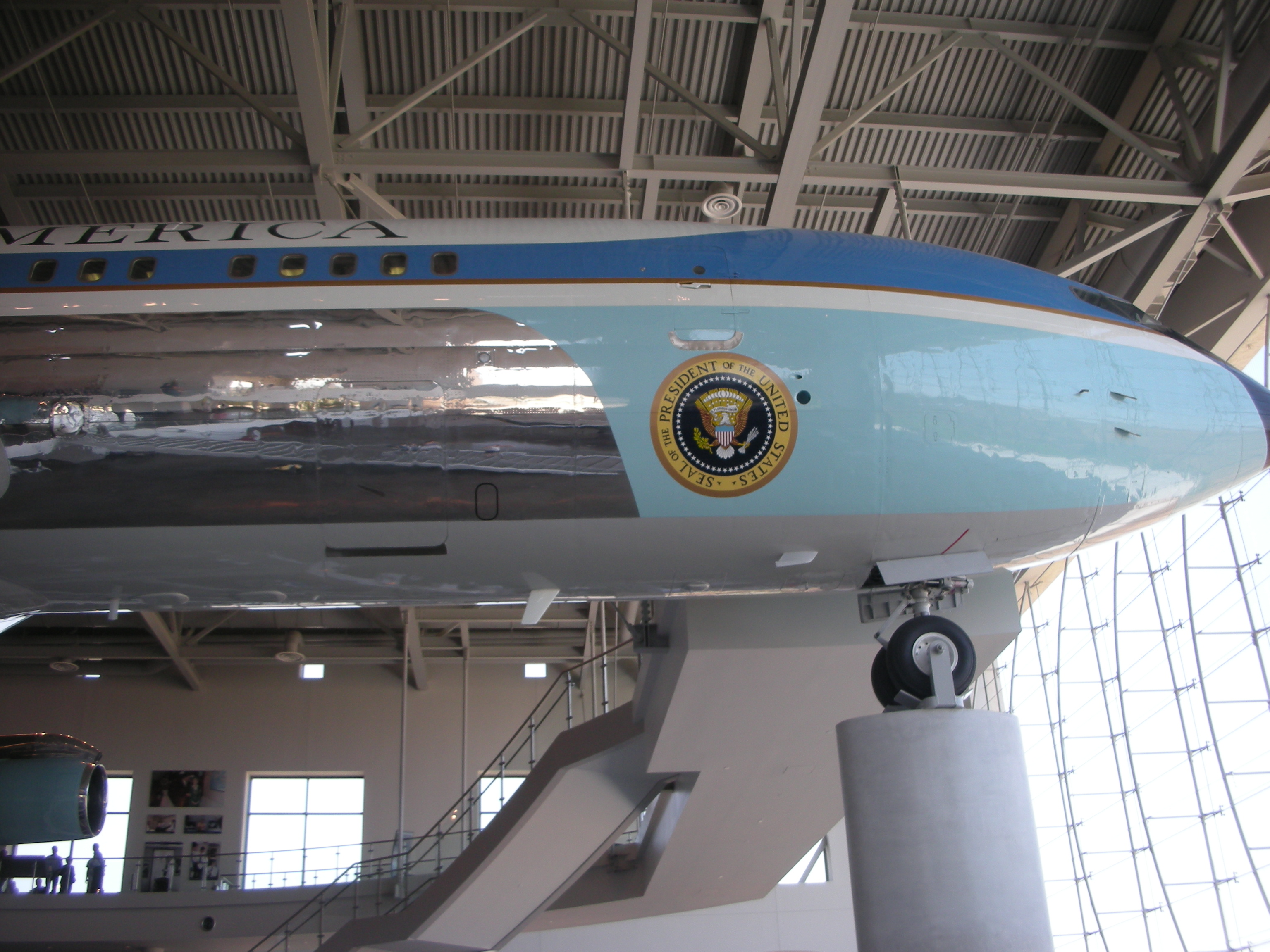
Boeing 707 que se utilizó como Air Force One durante la administración de Reagan.

Un hangar de 90.000 pies cuadrados sirve para la exhibición permanente del avión Boeing 707 que se utilizó como Air Force One durante la administración de Reagan. El avión, también llamado SAM 27000, fue utilizado por otros seis presidentes en su vida de servicio activa desde 1973 hasta 2001, incluyendo a Richard Nixon durante su segundo término, Gerald Ford, Jimmy Carter, George H. W. Bush, Bill Clinton y George W. Bush. Fue el avión de reserva para George H. W. Bush, Bill Clinton y George W. Bush después de que el nuevo avión Boeing 747 entrara en servicio. El SAM 27000 es parte de una exposición que muestra los distintos medios de transporte presidenciales. También incluye un VH-3 Sikorsky Sea King de la infantería de marina, de nombre en clave Marine One, y un “convoy presidencial”: la limusina presidencial del desfile de Ronald Reagan en 1984, un coche policía de 1982 del Departamento de Policía de Los Angeles y un vehículo del servicio secreto de 1986 usado en uno de los viajes de Presidente Reagan a Los Ángeles. El Pavilion Air Force One fue inaugurado el 24 de octubre de 2005 por Nancy Reagan, la primera dama Laura Bush y el presidente George W. Bush.

## La Tumba de los Reagan

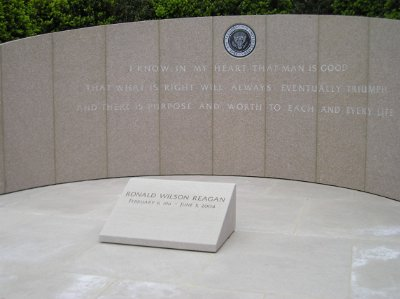
La tumba del Presidente Reagan en los terrenos de la Biblioteca Presidencial.

Una tumba había sido construida previamente para albergar los restos de Reagan y su esposa. Cuando Ronald Reagan falleció el 5 de junio de 2004 la tumba estaba preparada. El 11 de junio de 2004 se pusieron los restos mortales del presidente Reagan en la cámara acorazada subterránea después de llevar a cabo los funerales de estado en Washington D. C., correspondientes al cargo que desempeñó como presidente de Estados Unidos. El 11 de marzo de 2016 fue enterrada su esposa, Nancy Reagan en la biblioteca y museo presidencial.